# Jóhannes B. Jóhannesson
Jóhannes Birgir Jóhannesson (ur. 10 sierpnia 1973 w Reykjavíku) – islandzki snookerzysta.

## Kariera
Jóhannes Birgir Jóhannesson został mistrzem Islandii do lat 21 w 1991 i 1992 roku. Po osiągnięciu 1/8 finału w mistrzostw świata do lat 21 w 1992 dotarł do półfinału w 1993, gdzie o włos przegrał 7:8 z późniejszym mistrzem świata, swoim rodakiem Kristjánem Helgasonem. Rok później ponownie dotarł do półfinału i został wyeliminowany po przegranej 3:8 z Anglikiem Davidem Grayem. Na Mistrzostwach Europy 1995 dotarł do ćwierćfinału. W sezonie 1995/96 po raz pierwszy wziął udział w World Snooker Tour. Jego najlepszym wynikiem było dotarcie do szóstej rundy kwalifikacyjnej UK Championship 1995, gdzie przegrał 2-5 z Oliverem Kingiem. W latach 1996–2000 Jóhannes pięć razy z rzędu docierał do finału mistrzostw Islandii. Po dwukrotnej porażce z Kristjánem Helgasonem, w 1998 roku pokonał go 9:5. W ciągu następnych dwóch lat udało mu się skutecznie obronić tytuł, wygrywając finał z Brynjarem Valdimarssonem i swoim bratem Jóhannesem R. Jóhannessonem zanim został wyeliminowany w półfinale w 2001 roku.
W listopadzie 1997 po raz pierwszy dostał się do finałowej rundy Mistrzostw Świata Amatorów. Po zwycięstwie 5:4 z Joe Cannym dotarł do 1/8 finału, gdzie przegrał 3:5 z późniejszym mistrzem świata Marco Fu. W sezonie 1998/99 zajął 203. miejsce. Jego najlepsze jak dotąd miejsce w światowych rankingach. W latach 1998, 1999 i 2000 dotarł do ćwierćfinałów Mistrzostw Europy. W 2000 roku zdobył mistrzostwo krajów skandynawskich, pokonując w finale 6:2 Duńczyka Allana Norvarka. Rok później w finale pokonał swojego rodaka Gunnara Hreiðarssona 5:1. Na Mistrzostwach Islandii w 2002 roku przegrał w finale 7:9 z Jóhannesem R. Jóhannessonem.  W 2003 roku po raz trzeci zdobył mistrzostwo nordyckie, pokonując Finna Jussiego Tyrkko 5:4 i po raz czwarty zdobył mistrzostwo Islandii, wygrywając 9:5 z Eðvarð Matthíassonem.  W lutym 2004 roku odpadł z rundy kwalifikacyjnej do zawodowych mistrzostw świata przeciwko Jamesowi Tattonowi. Po zdobyciu piątego tytułu mistrza Islandii w 2006 roku przeciwko Ásgeirowi Ásgeirssonowi, Jóhannes został wicemistrzem Islandii w 2011 roku po ostatecznej porażce 1:9 z Kristjánem Helgasonem. W lutym 2015 roku dotarł do finału Mistrzostw Nordyckich, gdzie nieznacznie uległ Duńczykowi Rune Kampe 3:4.  W następnym roku odpadł w rundzie wstępnej, ale udało mu się zdobyć szósty tytuł mistrza Islandii, wygrywając 9:3 z Þorrim Jenssonem.  W 2023 roku obaj zawodnicy zmierzyli się ponownie w finale mistrzostw kraju, ale tym razem to Jensson zwyciężył 9:7.

## Finały w karierze

### Turnieje amtorskie
| Rezultat  | Rok  | Turniej                          | Przeciwnik              | Wynik |
| --------- | ---- | -------------------------------- | ----------------------- | ----- |
| Finalista | 1996 | Mistrzostwa Islandii w snookerze | Kristján Helgason       | 6:9   |
| Finalista | 1997 | Mistrzostwa Islandii w snookerze | Kristján Helgason       | 5:9   |
| Zwycięzca | 1998 | Mistrzostwa Islandii w snookerze | Kristján Helgason       | 9:5   |
| Zwycięzca | 1999 | Mistrzostwa Islandii w snookerze | Brynjar Valdimarsson    | 9:1   |
| Zwycięzca | 2000 | Mistrzostwa nordyckie            | Allan Norvark           | 6:2   |
| Zwycięzca | 2000 | Mistrzostwa Islandii w snookerze | Jóhannes R. Jóhannesson | 9:4   |
| Zwycięzca | 2001 | Mistrzostwa nordyckie            | Gunnar Hreiðarsson      | 5:1   |
| Finalista | 2002 | Mistrzostwa Islandii w snookerze | Jóhannes R. Jóhannesson | 7:9   |
| Zwycięzca | 2003 | Mistrzostwa nordyckie            | Jussi Tyrkko            | 5:4   |
| Zwycięzca | 2003 | Mistrzostwa Islandii w snookerze | Eðvarð Matthíasson      | 9:5   |
| Zwycięzca | 2006 | Mistrzostwa Islandii w snookerze | Ásgeir Ásgeirsson       | 9:5   |
| Finalista | 2011 | Mistrzostwa Islandii w snookerze | Kristján Helgason       | 1:9   |
| Finalista | 2015 | Mistrzostwa nordyckie            | Rune Kampe              | 3:4   |
| Zwycięzca | 2016 | Mistrzostwa Islandii w snookerze | Þorri Jensson           | 9:3   |
| Finalista | 2023 | Mistrzostwa Islandii w snookerze | Þorri Jensson           | 7:9   |